# Trampolene
Trampolene est un groupe de rock alternatif britannique, originaire de la région de Swansea, dans le Pays de Galles. Il est actuellement basé à Londres, en Angleterre. Le groupe est composé de Jack Jones (chant, guitare, slam), Wayne Thomas (basse, voix) et Rob Steele (batterie, chant). Trampolene compte six EP, dont Beautiful Pain, sorti le 7 juillet 2017. Le premier album du groupe, Swansea to Hornsey, est sorti le 27 octobre 2017.
C'est en assurant des concerts en club et festival dans tout le Royaume-Uni et en Europe que Trampolene a acquis sa réputation. À l'été 2017, le groupe a assuré plusieurs festivals dont Tramlines, l'Île de Wight et Reading, en collaboration avec This Feeling et Jack Rocks. Ils ont également notamment joué en tête d'affiche au 229 (Londres) le 21 septembre 2017, ainsi qu'en première partie des Libertines à Blackpool et Kilmarnock. Ils seront la première partie de Liam Gallagher pour sa tournée britannique en décembre 2017.
Jack Jones déclame également de la poésie en solo, notamment en première partie des Libertines pour leur tournée 2016 au Royaume-Uni, et est présenté dans le NME comme « le poète sur la tournée des Libertines. » Jack est aussi guitariste dans le groupe de Peter Doherty, les Puta Madres, et assure les premières parties de sa tournée Européenne et Sud-Américaine en solo, en déclamant des poèmes et interprétant des chansons des Trampolene.

## Biographie

### Débuts
Le nom Trampolene vient de la chanson Trampolene de Julian Cope. Le groupe se forme dans la ville de Swansea - Jack Jones et Thomas Wayne se sont rencontrés en jouant pour la Fédération de football de Galles ; Jack et le batteur Kyle (connu sous le pseudonyme de Mr Williams) se connaissent depuis l'école.
Les membres du groupe s'installent dans un appartement à Londres avec l'idée de devenir une « usine » de création permanente, à l'instar de la Factory d'Andy Warhol. Internet y est interdit. Ils y invitent des artistes à venir partager des idées autour de la chanson, de la poésie, de la peinture et de la société en général. Jack devient roadie des Palma Violets et des Strypes en 2013. Bien que Jack souffre de la maladie de Crohn et doive se rendre régulièrement à l'hôpital pour son traitement, le groupe commence à assurer des concerts à travers le pays, et gagne le soutien de personnes telles que Ray Davies, des journalistes Pete Paphides et Caitlin Moran, et des musiciens Carl Barât et Nick Hodgson.
Ils sortent en édition limitée sur le label Mi7 Records les titres My Bourgeoisie Girl/ Under the Strobe Light et You Do Nothing for Me/ Adrenaline en 2013. Avec Under the Strobe Light, le magazine en ligne Louder than War les consacre "Nouveau groupe du jour". Au début de 2014, après la sortie du titre I Don't Know, The Guardian surnomme Trampolene « les sauveurs de la musique indé à guitare. » En avril 2014 sort leur premier Pocket Album téléchargeable (5 chansons et 1 poème). "Alcohol Kiss" est aussi publié comme un single de trois titres en édition limitée. Ils tournent tout au long de l'année à travers le Royaume-Uni et en France, et terminent l'année en assurant la première partie de Carl Barât and the Jackals pour le Réveillon du Nouvel An au Macbeth à Hoxton, Londres.

### Pocket Album 2et3

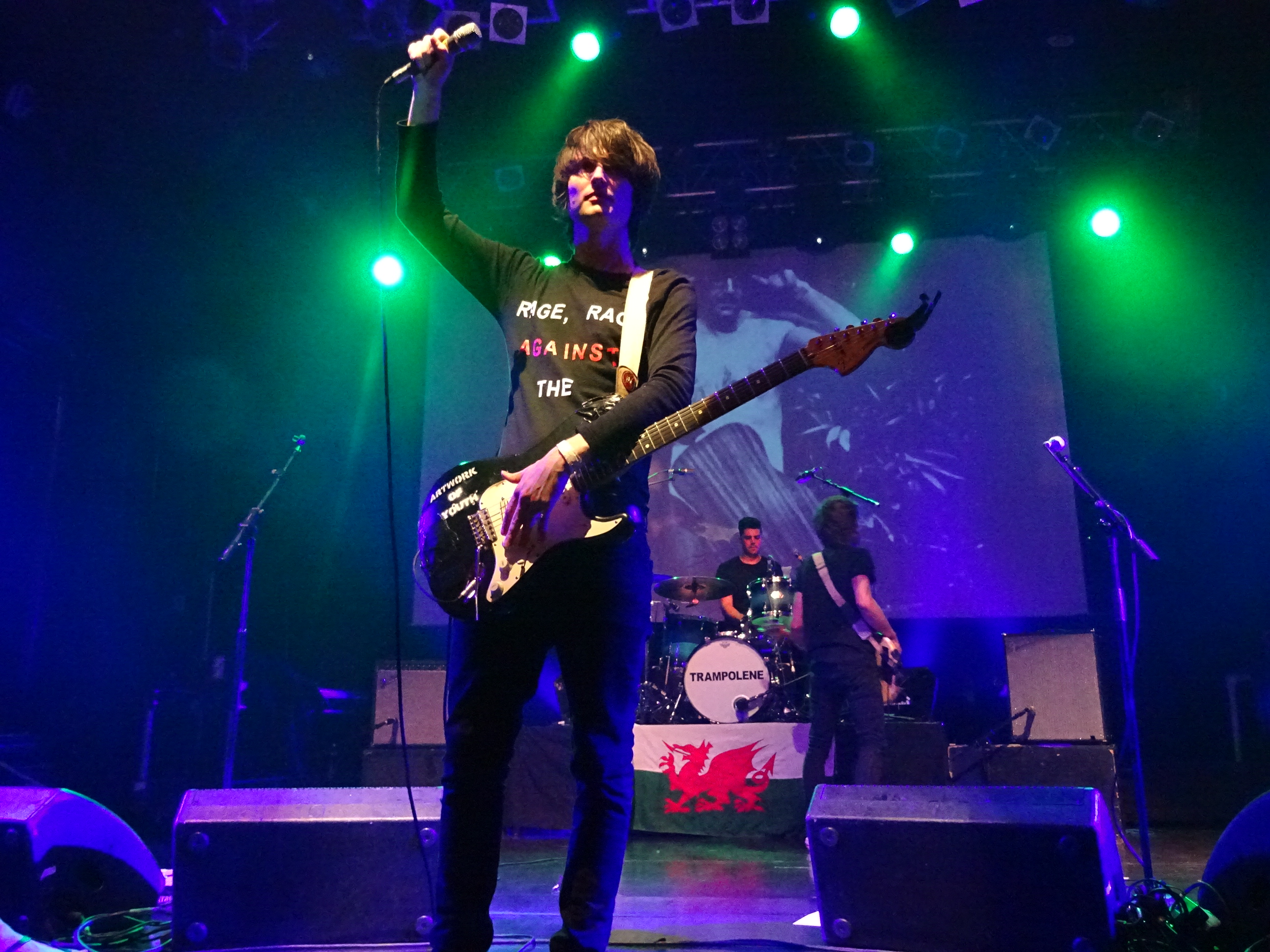
Trampolene au KOKO de Londres, en 2015.

En mars 2015 sort leur Pocket Album 2 et le single Imagine Something Yesterday est consacré « titre du jour » par Q Magazine. Le clip accompagnant le poème "Health & Wellbeing (At Wood Green Job Centre)" est diffusé en ligne pour la première fois sur le site du Guardian. Un changement de formation au printemps 2015 voit Mr Williams quitter le groupe et Rob Steele, ami d'enfance de Jack, prendre la place du batteur.
Pocket Album 3 sort en octobre 2015, le clip de It's Not Rock and Roll est diffusé pour la première fois sur le site Clash Music. Le single est diffusé à la demande des internautes sur Radio X et est diffusé par Greg James et Huw Stephens sur BBC Radio 1, tandis que l'Indépendent qualifie la chanson de « musique à écouter cette semaine ». Le clip de leur reprise de Leonard Cohen, Tonight Will Be Fine, est diffusée sur Gigwise le 7 octobre et celui de Ketamine sur Noisey, le 21 octobre.
Trampolene enregistre une session live pour « artistes en résidence » pour John Kennedy X-Posure show sur Radio X et aussi pour Gigwise en novembre 2015.
Parmi les concerts de 2015, on peut citer la première partie de Carl Barât and the Jackals à la Scala, Londres, la tête d'affiche à la nuit du label 1965 de James Endeacott à l'Amersham Arms, à New Cross, une résidence de quatre vendredis soir au KOKO à Camden, des concerts à Glastonbury et à l'Île de Wight la première partie du groupe légendaire punk rock Buzzcocks, une tournée en tête d'affiche dans le Royaume-Uni pour This Feeling en association avec XFM et Jack Rocks, une date au Black Heart à Camden, et enfin une date en décembre au Nambucca, Holloway Road, Londres, Ces concerts leur permettent de rassembler autour d'eux un groupe de fans fervents. Le clip pour le poème Pound Land est diffusé pour la première fois sur Gigwise, le 18 décembre. Ils proposent à Jack de devenir le guitariste de Chrissie Hynde, mais il doit décliner en raison d'engagements pris avec Trampolene.
En janvier 2016, Jack Jones déclame ses poèmes sur la tournée des Libertines, y compris à l'O2 Arena de Londres, face à 20 000 personnes. Le premier concert de l'année 2016 de Trampolene a lieu au Brixton Jamm le 6 février. Jack Jones effectue son premier shooting de mode pour le magazine OutThere Style en février 2016. À la même date, le groupe porte les bijoux de la collection Stage Style de Pirate Treasures. Uniquement disponible en téléchargement, le titre Tom Hardy est nommé « titre This Feeling du jour » sur le site Gigslutz le 28 février 2016.
À partir d'avril 2016, Trampolene commence une tournée au Royaume-Uni qui durera toute l'année, comprenant des dates au KOKO, Nambucca et The Water Rats à Londres, ainsi qu'à Manchester, Leeds, Sheffield, York, Swansea, Dundee, Preston, Plymouth et au Centre des Arts Créatifs John Peel de Stowmarket. Ils jouent sur la scène Greenpeace au festival Glastonbury pour la deuxième année consécutive, et sont tête d'affiche sur la scène Jack Rocks This Feeling au Festival de Leeds. Ils jouent également aux festivals Y Not, Kendal Calling et Party in the Pines. En mai 2016, Jack assure la première partie de Peter Doherty durant sa tournée Eudaimonia au Royaume-Uni, et joue également de la guitare dans le groupe de Peter Doherty. Ils effectuent des dates au Barrowlands Ballroom de Glasgow, à l'Albert Hall de Manchester et deux nuits à l'Hackney Empire de Londres (où Wayne se joint à lui pour chanter).

### Pocket Album 4
Le titre The Gangway est diffusé pour la première fois sur la BBC Radio 1 par Huw Stephens, le 29 juin 2016, puis par John Kennedy sur Radio X, les 30 juin. La chanson figure sur le Pocket Album 4, publié le 12 août 2016, et atteint le top 20 des charts numériques à travers l'Europe,.
Le 3 septembre 2016, après une date au KOKO à Camden, Jack apparaît dans le Music show de Tom Robinson sur BBC 6, déclame de la poésie et est interviewé: l'émission est diffusée en direct sur la page Facebook de Trampolene. Le 7 septembre 2016, pour Unity Rocks (concert de charité organisé après le Brexit), Jack déclame To Be a Libertine avant la prestation des Libertines. Le « retour au pays » des Trampolene à Swansea, au Scene Bar, le 30 septembre, fait la une des journaux gallois, et un fan fait le voyage depuis le Japon pour les voir. Jack Jones enregistre une session acoustique pour la radio The Selector au British Council.
Le morceau Divided Kingdom sort le 11 octobre 2016 et est « titre This Feeling du jour » sur le site Gigslutz, entre autres,. La chanson est diffusée sur BBC Radio One dans l'émission d'Annie Mac, dans l'émission de John Kennedy sur Radio X et par Adam Walton sur BBC Radio Wales. Le clip est diffusé pour la première fois sur le site Gigwise.

### Pocket Album 5

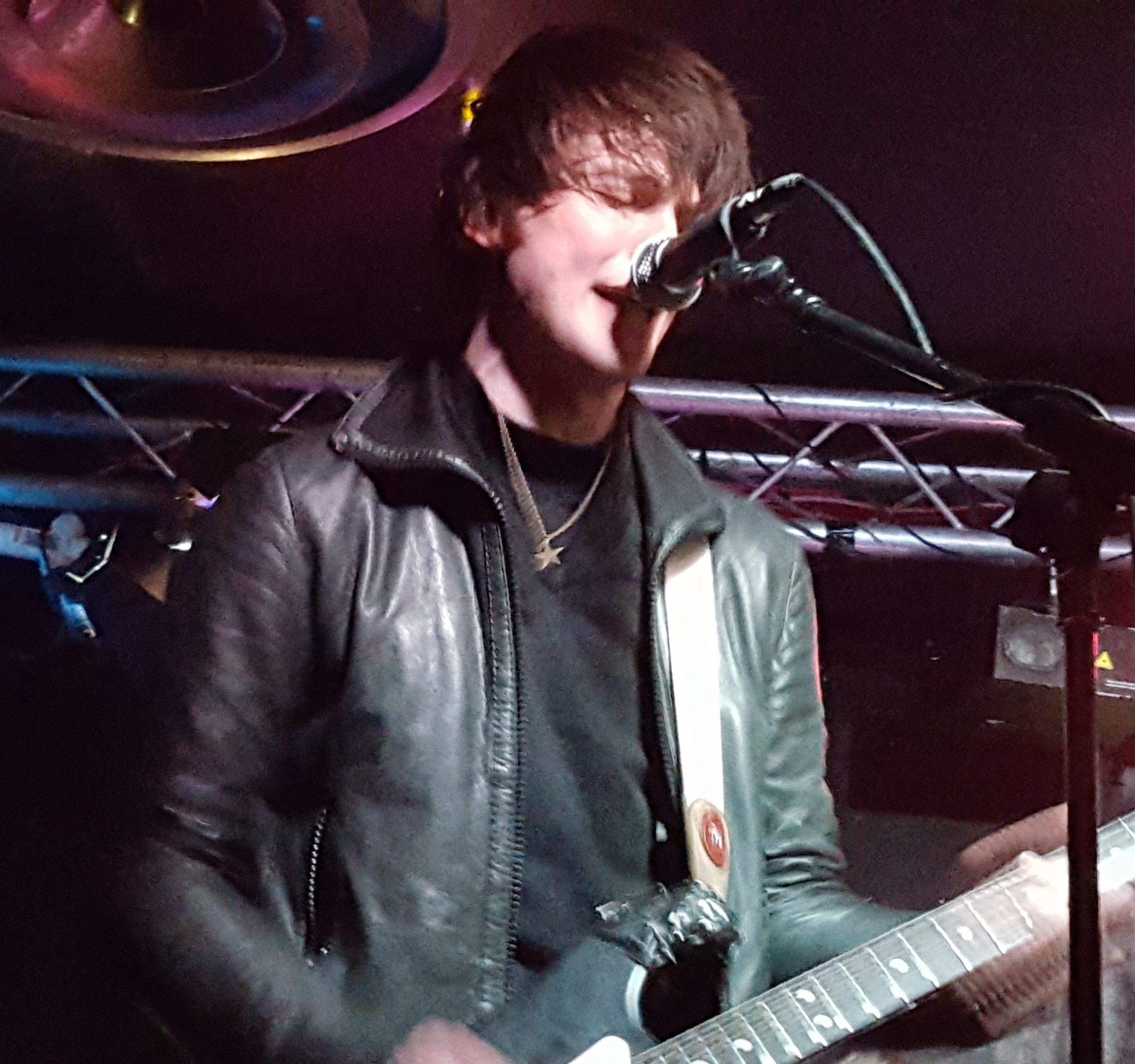
Jack Jones de Trampolene, en février 2016.

Pocket Album 5 sort le 25 novembre 2016. En novembre 2016, le lendemain d'un concert complet donné à Water Rats (Londres), Jack s'envole pour l'Argentine comme guitariste de Peter Doherty dans son groupe The Puta Madres, pour un mois de tournée en Argentine, France et Royaume-Uni. Ils jouent deux dates pour la réouverture du Bataclan à Paris après l'attentat de décembre 2015, suivies d'une semaine de tournée à travers la France, à Londres et à Manchester. Jack Jones assure les premières parties en solo avec des poèmes et des chansons, avant de rejoindre la scène en tant que guitariste de Peter Doherty. Dans une critique d'un concert (à cinq étoiles) par The Independent, il est décrit comme « le meilleur de Swansea » et « écœurant de talent. »
Le clip de Blue Balls and a Broken Heart est filmé par Jack sur scène pendant un concert de Peter Doherty et les Puta Madres à Lyon, et est diffusée par le NME le 29 novembre. Jack Jones assure deux concerts en solo à la fin de 2016, le festival Kazoopa à Leeds en novembre, et This Feeling's New Year's Eve à Nambucca, à Londres. Le clip de She's a Nice Girl est diffusé en janvier 2017 et celui de Slug le 4 février. 
En janvier 2017, Trampolene commence une série de concerts House Party, jouant chez leurs fans. Les journaux gallois ont relaté leur concert dans le garage d'un jeune fan. Trampolene joue quatre dates en Écosse, du 28 février au 3 mars 2017, puis à Paris le 25 mars à La Mécanique Ondulatoire, plus un concert surprise au Tigre. Au printemps ils jouent à Gand en Belgique, et donnent un concert de charité pour Crohns & Colitis UK à Swindon ; ils jouent aussi à Cardiff, Leeds et au Great Escape Festival de Brighton. Durant l'été, ils participent aux festivals de l'Île de Wight, Glastonbury (Jack solo), Tramlines fringe, Y Note, Hope & Glory et Reading.
Leur maxi Beautiful pain sort le 7 juillet, accompagné de clips pour les chansons Beautiful Pain et Saving My Life in A&E, diffusés d'abord sur Gigwise. Ils assurent la première partie des Libertines à Kilmarnock et Blackpool en septembre 2017, et donnent leur plus gros concert en tant que tête d'affiche au 229 The Venue (Londres). Leur premier album Swansea to Hornsey sort le 27 octobre 2017. Ils assureront les premières parties de Liam Gallagher sur sa tournée en décembre 2017.

## Style musical
Trampolene est classé rock alternatif ou rock indépendant, avec des influences aussi diverses que The Prodigy, Oasis ou Dylan Thomas. Ils sont décrits dans les médias comme ayant « un talent brut, rugueux talent...soutenu par les crissements des riffs de guitare », un « indie rock surchargé » avec des « tonnes d'attitude et d'énormes mélodies. »
Gigwise les surnomme « le package parfait », The Gig Channel dit d'eux « Trampolene allie parfaitement poésie et de rock'n'roll », et selon This Feeling, ils délivrent « leur combo unique de rock garage, de poésie fourre-tout et de ballades acoustiques tire-larmes. » Gigslutz ajoute que « la combinaison brute de la poésie avec le rock le plus lourd est la marque de cet excitant nouveau talent. »

## Discographie

### Albums studio
- 2017 - Swansea to Hornsey (Strap Originals)
- 2021 - Love No Less Than a Queen (Strap Originals)
- 2023 - Rules of Love & War (Strap Originals)

## Vidéos
Il existe des clips pour la plupart des chansons et poèmes de Trampolene.
You Do Nothing For Me, Adrenaline, My Bourgeoisie Girl, Under the Strobe Light, Very Thin, Swansea to Hornsey, I Don’t Know, Alcohol Kiss, Pack of Bastards, Camden Mannequins, Artwork of Youth, Imagine Something Yesterday, I’m On My Own, Ketamine, Pound Land, To Be a Libertine, Beautiful Pain, Saving My Life in A&E sont réalisés par le célèbre réalisateur Roger Sargent.
Les clips pour Newcastle Brown Love Song, Cinderella’s Shoe, It’s Not Rock and Roll, Concept Lover et No One’s Got Love Like We Got sont réalisés par le photographe Simon Sarin. Les clips Tom Hardy, Friday I'm In Love, Dreams So Rich, Life So Poor et She's a Nice Girl sont réalisés par Lee Thomas, comme le documentaire Une journée dans la vie de Trampolene. Le clip Divided Kingdom est filmé par Lee Thomas et Thomas Wayne, sous la direction de Lee Thomas. Il est interprété par Shaun Rivers.
Le clip Blue Balls and a Broken Heart est filmé et monté par Jack Jones. Les clips Health and Wellbeing (at Wood Green Job Centre), Tonight Will Be Fine et Slug sont réalisés par Hannah Jones.